# Gąska pieprzna

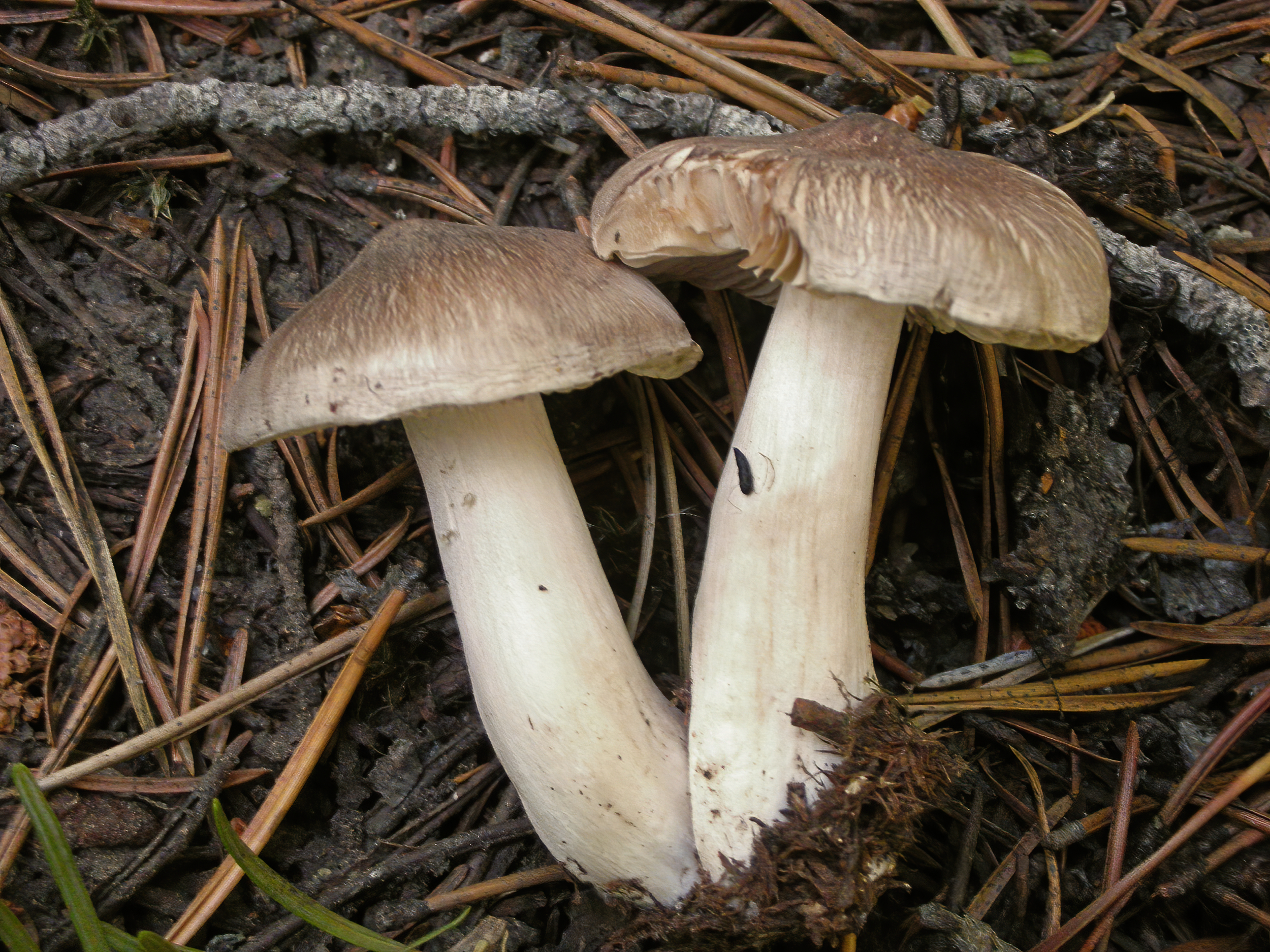

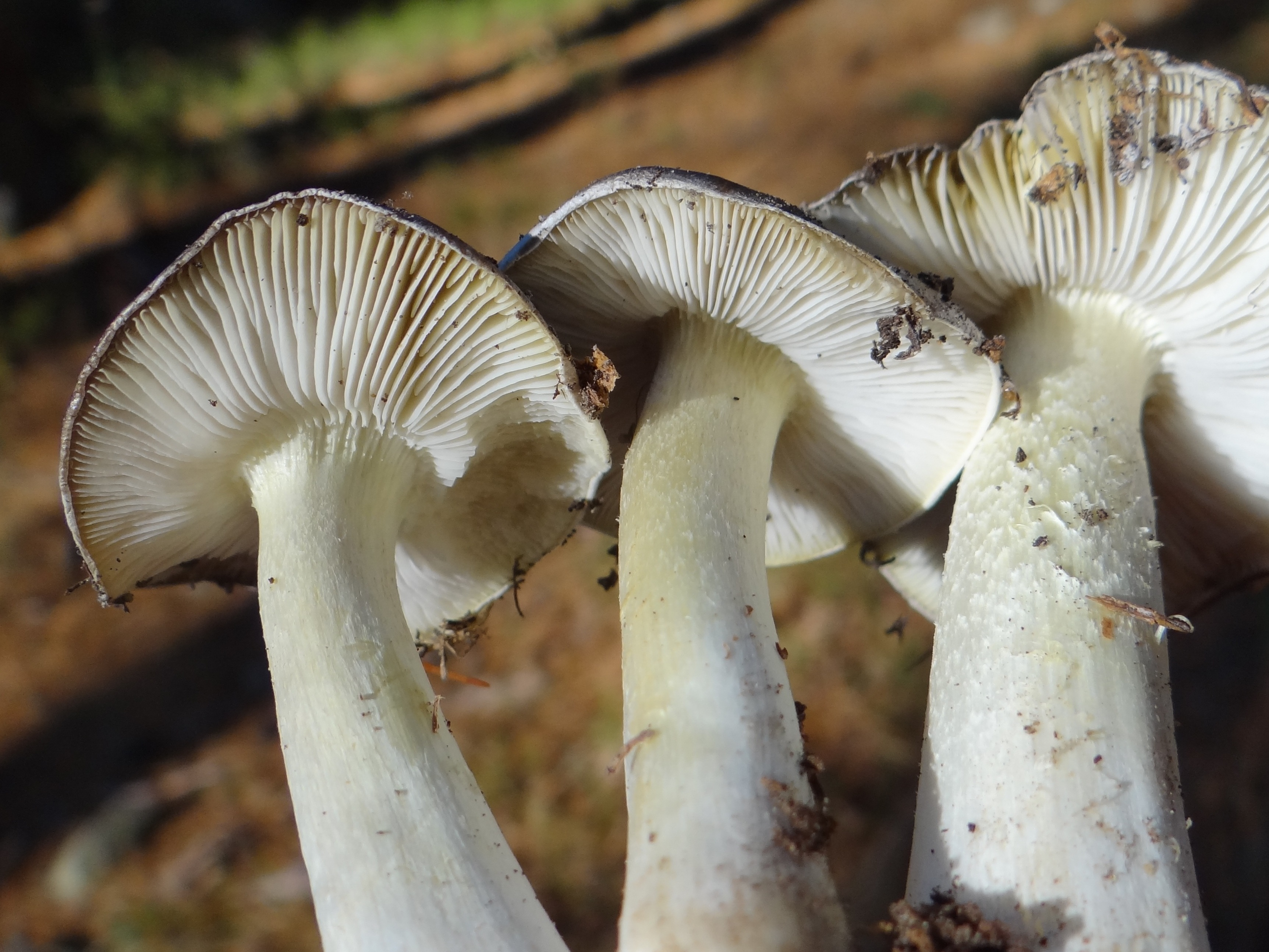

Gąska pieprzna (Tricholoma virgatum (Fr.) P. Kumm.) – gatunek grzybów należący do rodziny gąskowatych (Tricholomataceae).

## Systematyka i nazewnictwo
Pozycja w klasyfikacji: Tricholomataceae, Agaricales, Agaricomycetidae, Agaricomycetes, Agaricomycotina, Basidiomycota, Fungi (według Index Fungorum).
Po raz pierwszy takson ten zdiagnozował w 1818 r. Elias Fries nadając mu nazwę Tricholoma virgatum. Obecną, uznaną przez Index Fungorum nazwę nadał mu w 1871 r. Paul Kummer, przenosząc go do rodzaju Tricholoma.
Niektóre synonimy naukowe:
- Agaricus fumosus subsp. virgatus (Fr.) Pers. 1828
- Agaricus virgatus Fr. 1818
- Gyrophila virgata (Fr.) Quél. 1886

Nazwę polską podał Władysław Wojewoda w 2003 r. Wcześniej w polskim piśmiennictwie mykologicznym gatunek ten miał nazwę bedłka podzielonka lub gąska rózgowata.

## Morfologia
Kapelusz
Średnicy 3–7 cm, srebrzystoszary do popielatoszarego, z ciemniejszymi, wrośniętymi, promienistymi prążkami, o cienkim miąższu, z charakterystycznie spiczastym szczytem. Skórka sucha, gładka i naga, lecz również pękająca w promienistowłókienkowate łuski.
Blaszki
Jasnoszare, później ciemniejące, ścieśnione. Przy trzonie wycięte ząbkiem i nieco schodzące na trzon.
Trzon
Wysokość 6–12 cm, grubość 1–2 cm, walcowaty i nieco rozszerzający się ku dołowi, czasami niekształtny. Powierzchnia o barwie od białej do szarej, czasami występują ciemne plamy. Pod kapeluszem pokryty jest delikatnymi płatkami.
Miąższ
Białawy, niezmieniający barwy. Zapach od obojętnego do ziemistego. Smak gorzki i prawie natychmiast piekąco ostry.
Cechy mikroskopowe
Wysyp zarodników biały. Zarodniki, jajowate, gładkie, nieamyloidalne, bezbarwne, o średnicy 6–8,5 × 5-6,5 µm. Pleurocystyd brak, cheilocystydy o maczugowatym kształcie, wydłużone i rozmiarach 40 × 15 µm.

## Występowanie i siedlisko
Występuje w Ameryce Północnej oraz w Europie. W Polsce jest pospolita, występuje pojedynczo lub gromadnie.
Rośnie na ziemi w lasach iglastych i mieszanych, szczególnie w górskich świerczynach. Owocniki wytwarza od sierpnia do października.

## Znaczenie
Grzyb mikoryzowy. Grzyb trujący, powoduje zaburzenia żołądkowe i jelitowe, połączone z mdłościami i wymiotami. Objawy występują po 1/2–3 godzinach. Przebieg zatrucia łagodniejszy niż po gąsce tygrysiej (Tricholoma pardinum).

## Gatunki podobne
Jest kilka gatunków gąsek o podobnym, szarym ubarwieniu, żadna z nich jednak nie posiada tak ostrego czubka kapelusza. Jest to cecha, po której najłatwiej odróżnić od nich gąskę pieprzną. Ponadto inne, podobne gąski różnią się też nieco innymi cechami:
- gąska ziemistoblaszkowa (Tricholoma terreum) ma kapelusz włóknisty i łagodny smak[6],
- gąska czarnołuskowa (Tricholoma atrosquamosa) ma siwoczarne łuski na kapeluszu. Jest rzadka,
- gąska ostra (Tricholoma sciodes) kapelusz jedwabiście błyszczący, w smaku również jest ostra, ale dopiero po dłuższym czasie. Jest rzadka[6],
- gąska niekształtna (Tricholoma portentosum) ma trzon i blaszki żółtawe, smak łagodny, orzechowy[6].